# آوازخوان حرفه‌ای ۲
آوازخوان حرفه‌ای ۲ (انگلیسی: Pitch Perfect ۲) فیلمی در ژانر کمدی رمانتیک و موزیکال به کارگردانی الیزابت بنکس است که در سال ۲۰۱۵ میلادی منتشر شد. این فیلم مرتبط با دختران، جوانان و آوازخوانی بدون سازهای موسیقی است. آوازخوان حرفه‌ای ۲ به دنبال فیلم آوازخوان حرفه‌ای به کارگردانی جیسون مور (۲۰۱۲) ساخته شد.

## داستان
خطر لو رفتن
این قسمت با اجرای پر انرژی بلاها آغاز می‌شود. آن‌ها پس از سه بار دفاع از عنوان قهرمانی شان، اکنون در سالن کندی به مناسبت تولد رئیس‌جمهور اجرا می‌کنند. در حین اجرا مشکل فنی موجب اتفاقی می‌شود که برای ایمی(ربل ویلسون) رسوایی بزرگی به بار می‌آورد. تبعات این اتفاق نه تنها شهرت بلاها را نابود می‌کند بلکه ممکن است باعث از بین رفتن این گروه قدیمی برای همیشه شود. آن‌ها که هنوز مقام قهرمانی شان را دارند تصمیم می‌گیرند برای احیای خود در مسابقه جهانی که تا به حال هیچ گروه آمریکایی در آن پیروز نشده شرکت کنند.
در این بین بکا(آنا کندریک)، که همچنان رابطه اش را با جسی(اسکایلر آستین) حفظ کرده، شغل کارآموزی را به دست می‌آورد که برای او فرصتی طلایی است. عضو جدیدی به اسم امیلی(هیلی استاینفلد) هم که مادرش قبلاً عضو بلا بوده به گروه اضافه می‌شود. بامپر(آدام دیواین) رهبر سابق گروه ترابل میکرها به ایمی ابراز علاقه میکنه اما ایمی او را رد می‌کند.
گروه که دچار آشفتگی و ناهماهنگی شده‌است همچنان به تلاش خود ادامه می‌دهد اما وقتی آن‌ها یک اجرای دیگر را خراب می‌کنند، شکست دادن رقیب آلمانی شان (گروه دستگاه صدا) و رسیدن به مقام قهرمانی غیرممکن به نظر می‌رسد. پس بلاها برای به دست آوردن دوباره هماهنگی و روحیه تیمی شان با پیشنهاد کلویی(بریتنی اسنو)، به سکونتگاه برگ‌های خزان که به وسیلهٔ آبری (آنا کمپ) پس از فارغ‌التحصیلی اش اداره می‌شود می‌روند. سکونت در آنجا باعث می‌شود آن‌ها حرف‌های ناگفته‌شان را با یکدیگر در میان بگذارند و روحیه و هماهنگی شان را بازیابند. ایمی هم متوجه علاقه اش به بامپر می‌شود و به او اعتراف می‌کند.
سرانجام بلاها در مسابقه جهانی حاضر می‌شوند و اجرایی به یادماندنی و تأثیرگذار انجام می‌دهند و به دوران اوج خود بازمی‌گردند.